# Fernanda Melchionna
Fernanda Melchionna e Silva (Alegrete, 2 de fevereiro de 1984) é uma bibliotecária, bancária e política brasileira filiada ao Partido Socialismo e Liberdade (PSOL). Atualmente exerce seu segundo mandato de deputada federal pelo Rio Grande do Sul.
Em 2024, Melchionna foi eleita a melhor deputada federal do Brasil pelo júri do Prêmio Congresso em Foco.

## Carreira política
Fernanda Melchionna começou a se interessar por política desde jovem; aos treze anos, participou dos protestos contra as privatizações realizadas pelos governos de Antônio Britto e Fernando Henrique Cardoso. De volta a Alegrete, participou, ao lado do pai, Raul Silva da Silva, da implementação do Partido dos Trabalhadores (PT).
Trabalhou como bancária no Banrisul, cargo do qual está licenciada para atuar na política. Foi aprovada no vestibular para o curso de biblioteconomia da Universidade Federal do Rio Grande do Sul (UFRGS), atuando no diretório acadêmico e no Diretório Central de Estudantes. Durante o primeiro mandato de Luiz Inácio Lula da Silva na presidência, decidiu sair do PT, em razão de decepção com o partido. Próxima de Luciana Genro, participou da fundação do PSOL, em 2005.

### Vereadora
Identificada com movimentos sociais, na sua primeira candidatura a cargos eletivos, no pleito de 2008, Fernanda elegeu-se vereadora, com 2.984 votos. Em 2012, se elegeu novamente, recebendo 7.214 votos, a melhor marca entre as mulheres eleitas. Na eleição municipal de Porto Alegre em 2016, Fernanda novamente ao cargo de vereadora, tendo obtido 14.630 votos, a maior votação do pleito para vereador.
Como vereadora, destacou-se defendendo pautas ligadas ao transporte coletivo, como a redução de tarifa de ônibus, o passe livre e a melhoria do serviço, e aos direitos humanos. Em parceria com o vereador Pedro Ruas, também do PSOL, foi a autora do projeto que rebatizou a Avenida Presidente Castelo Branco como Avenida da Legalidade e da Democracia. Presidiu a Comissão de Direitos Humanos da Câmara Municipal em 2013.

### Deputada federal
Fernanda concorreu pelo PSOL ao cargo de deputada federal pelo Rio Grande do Sul nas eleições estaduais de 2018, sendo eleita com 114.302 votos, a maior votação entre as mulheres eleitas. Em abril de 2019, tomou posse no Parlamento do Mercosul. Melchionna foi confirmada pré-candidata pelo PSOL em novembro de 2019 em reunião ampliada da executiva municipal. Entre fevereiro e agosto de 2020, foi a líder da bancada do PSOL na Câmara dos Deputados Em junho de 2020, o PSOL anunciou o ex-árbitro de futebol Márcio Chagas da Silva como vice na sua chapa à prefeitura. A decisão de concorrer foi tomada depois que PCdoB, PT e PSOL não tiveram êxito na formação de uma frente ampla de esquerda, defendida por Melchionna. Segundo a deputada, ela propôs a realização de prévias entre os três partidos em Porto Alegre, mas as duas outras legendas rechaçaram a proposta. Fernanda terminou a eleição em quinto lugar.
Em seu mandato na Câmara, Fernanda cronologicamente votou contra a MP 867 (que segundo ambientalistas alteraria o Código Florestal anistiando desmatadores); a favor de criminalizar responsáveis por rompimento de barragens; contra a PEC da Reforma da Previdência e a favor de excluir os professores nas regras da mesma; contra a MP da Liberdade Econômica; contra Alteração no Fundo Eleitoral; contra aumento do Fundo Partidário; contra cobrança de bagagem por companhias aéreas; contra o PL 3723 que regulamenta a prática de atiradores e caçadores; a favor do "Pacote Anti-crime" de Sergio Moro; contra o Novo Marco Legal do Saneamento; contra redução do Fundo Eleitoral; a favor da suspensão do mandato do deputado Wilson Santiago (PTB/PB), acusado de corrupção; a favor de ajuda financeira aos estados durante a pandemia de COVID-19; contra o Contrato Verde e Amarelo; contra a MP 910 (conhecida como MP da Grilagem); contra a flexibilização de regras trabalhistas durante a pandemia; contra o congelamento do salário dos servidores; contra a anistia da dívida das igrejas; a favor da convocação de uma Convenção Interamericana contra o Racismo; duas vezes contra destinar verbas do novo FUNDEB para escolas ligadas às igrejas; contra a autonomia do Banco Central; a favor da manutenção da prisão do deputado bolsonarista Daniel Silveira (PSL/RJ); contra a validação da PEC da Imunidade Parlamentar; contra a PEC Emergencial (que trata do retorno do auxílio emergencial por mais três meses e com valor mais baixo); contra permitir que empresas possam comprar vacinas da COVID-19 sem doar ao SUS; contra classificar a educação como "serviço essencial" (possibilitando o retorno das aulas presenciais durante a pandemia); contra acabar com o Licenciamento Ambiental para diversas atividades; a favor da suspensão de despejos durante a pandemia e contra a privatização da Eletrobras.
Nas eleições estaduais de 2022 foi reeleita pelo Partido Socialismo e Liberdade (PSOL), deputado federal à uma cadeira na Câmara dos Deputados para a 57.ª legislatura (2023 — 2027) com 199.894 votos.

## Desempenho eleitoral
| Ano  | Eleição                       | Cargo             | Partido | Nº    | Coligação                                                 | Suplentes                                   | Despesas (R$) | Votos         | %     | Resultado  | Ref / Notas                                 |
| ---- | ----------------------------- | ----------------- | ------- | ----- | --------------------------------------------------------- | ------------------------------------------- | ------------- | ------------- | ----- | ---------- | ------------------------------------------- |
| 2008 | Municipal de Porto Alegre     | Vereadora         | PSOL    | 50500 | sem coligação proporcional                                | Lúcio Barcelos (PSOL) Emerson Dutra (PSOL)  | 20.735,10     | 2.984 votos   | 0,49% | Eleita     | 35ª pessoa mais votada 2ª na coligação.     |
| 2012 | Municipal de Porto Alegre     | Vereadora         | PSOL    | 50500 | sem coligação proporcional                                | Alex Fraga (PSOL) João Ezequiel (PSOL)      | 80.145,98     | 7.214 votos   | 1,09% | Reeleita   | 18ª pessoa mais votada 2ª na coligação.     |
| 2014 | Estadual do Rio Grande do Sul | Deputada estadual | PSOL    | 50500 | Frente de Esquerda (PSOL / PSTU)                          |                                             | 144.130,00    | 23.310 votos  | 0,42% | Suplente   | 81ª pessoa mais votada 3ª na coligação.     |
| 2016 | Municipal de Porto Alegre     | Vereadora         | PSOL    | 50500 | É a Vez da Mudança (PSOL / PCB / PPL)                     | Karen Santos (PSOL) Marcelo Rocha (PSOL)    | 95.592,17     | 14.630 votos  | 2,35% | Reeleita   | A pessoa mais votada.                       |
| 2018 | Estadual do Rio Grande do Sul | Deputada federal  | PSOL    | 5050  | Independência e Luta para Mudar o Rio Grande (PSOL / PCB) | Karen Santos (PSOL) Fernanda Miranda (PSOL) | 359.172,25    | 114.302 votos | 2,08% | Eleita     | 8ª pessoa mais votada a mulher mais votada. |
| 2020 | Municipal de Porto Alegre     | Prefeita          | PSOL    | 50    | Porto Alegre Pede Coragem (PSOL / PCB / UP)               | Márcio Chagas (PSOL) Vice-prefeito          | 1.206.896,31  | 27.994 votos  | 4,34% | Não eleita | 5º lugar.                                   |
| 2022 | Estadual do Rio Grande do Sul | Deputada federal  | PSOL    | 5050  | Federação PSOL REDE                                       | Jurandir Silva (PSOL) Humberto Matos (PSOL) | 1.789.567,77  | 199.894 votos | 3,24% | Reeleita   | 4ª pessoa mais votada a mulher mais votada  |

## Prêmios e honrarias
| Prêmio                 | Categoria                      | Resultado | Ref.   |
| ---------------------- | ------------------------------ | --------- | ------ |
| Congresso em Foco 2024 | Melhor Deputado Federal (júri) | Vencedora | [ 35 ] |

## Condecorações
| Insígnia | País   | Honra                                 | Data                   |
| -------- | ------ | ------------------------------------- | ---------------------- |
|          | Brasil | Grande Oficial da Ordem de Rio Branco | 21 de novembro de 2023 |